# Diocesi di Gerara
La diocesi di Gerara (in latino Dioecesis Gerarensis) è una sede soppressa del patriarcato di Gerusalemme e una sede titolare della Chiesa cattolica.

## Storia
Gerara, identificabile con la località di Tell Abū Hurēra nell'odierno Israele, è un'antica sede episcopale della provincia romana della Palestina Prima nella diocesi civile d'Oriente. Faceva parte del Patriarcato di Gerusalemme ed era suffraganea dell'arcidiocesi di Cesarea. Si tratta della stessa Gerara biblica, capitale del re Abimelech (Genesi 20).
Le fonti letterarie conoscono un solo vescovo per quest'antica diocesi, Marciano, il cui nome appare in alcune sessioni del concilio di Calcedonia del 451; altri autori tuttavia assegnano questo vescovo alla diocesi di Jotapa di Palestina. Un'iscrizione mosaicata, scoperta a Birsama, nel territorio della diocesi, ha restituito il nome di un altro vescovo, Macedonio, elogiato come "arcipastore". Nello stesso edificio un'altra iscrizione dedicatoria ricorda il vescovo Elladio.
Dal 1933 Gerara è annoverata tra le sedi vescovili titolari della Chiesa cattolica; la sede è vacante dal 17 ottobre 1991. Il titolo finora è stato assegnato a tre vescovi: Domingo Juan Vargas, vescovo dimissionario di Huaraz; Henri-Louis-Toussaint Vion, vescovo coadiutore di Poitiers; e Kazimirs Duļbinskis, vescovo ausiliare di Riga.

## Cronotassi

### Vescovi greci
- Macedonio † (IV/V secolo)
- Elladio †
- Marciano ? † (menzionato nel 451)

### Vescovi titolari
- Domingo Juan Vargas, O.P. † (1º agosto 1936 - 6 aprile 1948 deceduto)
- Henri-Louis-Toussaint Vion † (18 agosto 1948 - 4 agosto 1956 succeduto vescovo di Poitiers)
- Kazimirs Duļbinskis † (9 giugno 1958[7] - 17 ottobre 1991 deceduto)